# L’Équipe contre la torture
L’Équipe contre la torture (en russe : Команда против пыток), anciennement appelée Comité contre la torture, est une organisation russe de défense des droits de l’Homme. Elle mène des enquêtes publiques concernant des actes de torture en s’appuyant sur les mécanismes étatiques internes de protection des victimes. L’organisation a été créée par le défenseur des droits еt ancien membre du Conseil présidentiel pour le développement de la société civile et des droits de l'homme, Igor Kaliapine en 2000. Le but étant d’inciter le Parquet à entreprendre des actions pour élucider ce genre de crimes et à traduire les coupables devant la justice pénale. 
Parmi les affaires les plus connues de l’Équipe on peut citer « L’affaire Mikheev », à la suite de laquelle la fédération de Russie a été reconnue coupable d’actes de torture, ainsi que l’enquête sur les violences de masse à Blagovechtchensk. L’Équipe contre la torture est également engagé dans la défense des droits de l’Homme dans le Caucase du Nord. Avant d’être reconnue « agent de l’étranger », l’organisation recevait le financement de la Commission européenne des droits de l’Homme et des subventions présidentielles. À maintes reprises, l’Équipe contre la torture a reçu des témoignages d’estime de la part de la société civile et des récompenses, dont la nomination de la militante des droits de l’Homme Olga Sadovskaya au Prix Nobel de la paix.

## Histoire
Les activités du Centre d’information et d’analyse de la Société des droits de l’homme de Nijni Novgorod ont constitué un point de départ pour l’activité de L’Équipe contre la torture. Son “Rapport sur la torture dans la région de Nijni Novgorod”, publié en 1997, a eu pour but d’attirer l'attention des services du procureur sur ce problème ainsi que les encourager à prendre l'initiative. Cet objectif n’a jamais été atteint, ce qui a permis de créer une organisation indépendante, le Comité contre la torture, sous la direction d’Igor Kaliapine.
En 2001, le Comité a obtenu les premiers résultats. A. Ivanov, un enquêteur criminel de Nijni Novgorod, a été reconnu coupable d’actes de torture sur un mineur dans le but de contraindre ce dernier à accuser faussement son propre frère. Ivanov a été condamné à 6 ans de prison avec sursis. En 2004, à la suite de l’intervention du Comité, un coupable a été pour la première fois condamné à une peine d’emprisonnement ferme. Le 26 janvier 2006 la Cour européenne des droits de l'homme a statué sur l’affaire Mikheev. C’était la première décision de la Cour européenne à la suite d'une plainte déposée par le Comité, ainsi que le premier cas quand la Russie a été reconnue coupable de la torture. 
Depuis 2001, des enquêtes publiques selon les méthodes du Comité et avec son soutien ont été conduites dans la région d’Orenbourg, de même que dans les républiques de Bachkirie, Tchétchénie, Mari El, ou les branches régionales sont apparues plus tard. En 2021, le Comité déployait ses activités dans six régions : à Nijni Novgorod, à Orenbourg, les république de Bachkirie, Tchétchénie, Mari El et Moscou (depuis 2014). En 2007 il a obtenu le statut d’organisation publique interrégionale.
Le 29 décembre 2014, le bureau du procureur de la région de Nizhny Novgorod a conclu que l'organisation était impliquée dans des activités politiques. Selon Igor Kalyapin, le bureau du procureur a souligné que le Comité informe les citoyens et les autorités des faits de torture dans la police, influençant ainsi la politique de l'État. Le fait que le Comité avait tenu un piquet de grève annuel à l'occasion de la Journée internationale de soutien aux victimes de la torture et qu’il avait publié des informations sur cet événement était également considéré comme une implication dans des activités politiques.
En se basant sur la conclusion du bureau du procureur en janvier 2015, le ministère de la Justice de la Russie a inscrit l'organisation publique interrégionale, le Comité contre la torture, dans le registre des organisations à but non lucratif exerçant les fonctions d'agent étranger. Le 1er août 2015, les membres du Comité contre la torture ont décidé à l'unanimité de liquider l'organisation. Au lieu du Comité contre la torture, le Comité pour la prévention de la torture a été créé.
Le 14 janvier 2016, le ministère de la Justice de la Russie a inscrit le Comité pour la prévention de la torture, ainsi que l'organisation du Bureau des enquêtes publiques qui lui est associée, dans le registre des organisations à but non lucratif exerçant les fonctions d'agent étranger. Cette décision du ministère de la Justice était fondée sur le fait que le Comité avait reçu des dons de certains citoyens russes qui travaillaient dans des organisations recevant des fonds étrangers. L'organisation a tenté de faire appel de la décision du ministère de la Justice devant le tribunal du district Leninsky d'Orenbourg, mais la demande a été rejetée. Le 29 mars 2017, le Service fédéral des huissiers a bloqué les comptes du Comité pour la prévention de la torture. Cela a poussé le Comité à se réorganiser. En novembre 2017, le Comité a officiellement annoncé sa liquidation en tant qu'entité juridique.
Jusqu’à 10 juin 2022, l'organisation a opéré sans constituer une entité juridique sous son nom historique « Comité contre la torture » dans cinq régions de la Russie : dans la région de Nijni Novgorod, la région d'Orenbourg, la région du Caucase du Nord, le territoire de Krasnodar et à Moscou. En 2017, la filiale qui existait auparavant dans la République de Mari El a été fermée. Au printemps 2022, la filiale de la République de Bachkirie a été également dissoute. Selon Igor Kaliapine, la raison pour laquelle les filiales étaient fermées, était le manque de personnel approprié.

### Changement du président du Comité
En décembre 2021, les membres du Comité contre la torture ont élu un nouveau président. C'était Serguy Babinets, qui a dirigé pendant de nombreuses années des départements du Comité dans tout le pays — à Moscou, Nijni Novgorod, Orenbourg et qui a également travaillé en Tchétchénie pendant de nombreuses années dans le cadre d'un Groupe Mobile Conjoint composé de défenseurs des droits de l'Homme,.
En février 2022, dans une interview à The Insider, Kalyapin a indiqué que son départ était dû aux divergences avec son équipe.
Le service de presse du Comité a expliqué le départ de Kalyapin par le fait qu'il existe au sein de l'organisation une procédure électorale démocratique - une fois tous les 3 ans, les membres du Comité élisent un président au suffrage universel. La dernière fois, selon l'attaché de presse, Serguy Babinets a obtenu plus de voix.

### La liquidation du Comité et le lancement de l’Équipe contre la torture
Le 10 juin 2022, le Ministère de la Justice de la Russie a inclus le Comité contre la torture dans le registre des associations publiques non enregistrées exerçant les fonctions d’un agent étranger. Le 11 juin les membres du Comité ont décidé de liquider l’organisation, et le 15 juin ils ont annoncé qu’ils continuaient leur activité sous le nom d’« Équipe contre la torture ».

Serguy Babinets, devenu dirigeant du Comité en décembre 2021, a déclaré que l’organisation n’était pas d’accord avec la décision du Ministère de la Justice, mais qu’elle ne pouvait pas continuer de fonctionner avec le statut d’agent étranger, parce que cela empêchait le dialogue avec les autorités. Selon ses dires, la liquidation du Comité et la création de L'Équipe était une mesure forcée, qui permettrait de continuer de travailler sur les affaires non closes (il y en avait 188 au moment de la liquidation du Comité).
« Le fait d’être reconnus agent de l’étranger ne nous a pas causé de tort, nous avons sauvegardé notre équipe et nous redoublerons d’efforts. Cette situation a juste encore une fois démontré la stupidité de l’État qui organise des chasses aux sorcières, pas là où il faudrait qui plus est. J’estime qu’il faut poursuivre ceux qui torturent des gens dans les colonies pénitentiaires ou ceux qui font sortir des milliards du pays et non les militants qui essayent de défendre la dignité humaine des russes ». Serguy Babinets, dirigeant de l'Équipe

## Mission et principes
Le principal objectif de L’Équipe est d'enquêter sur les cas de torture et de sanctionner les responsables. L’Équipe mène des enquêtes publiques au sujet des plaintes pour torture, traitements inhumains ou dégradants, représente les intérêts des requérants auprès des autorités d'enquête et du tribunal, aide à obtenir des indemnisations et procède à la réadaptation médicale des victimes, si nécessaire. 
Dans le cadre de son activité, l’Équipe s’engage dans des enquêtes publiques en se basant sur des plaintes pour torture et mauvais traitements. Pour l’Équipe, une enquête publique est un ensemble d'actions de citoyens ne disposant pas de droits ni de pouvoirs étatiques spéciaux, qui vise à obtenir une plus grande efficacité dans les enquêtes à la suite de plaintes pour violation flagrante des droits de l'homme et, s'il existe des preuves suffisantes, à établir par un organisme autorisé (tribunal) le fait de telles violations. Pour enquêter publiquement sur des violations massives ou systématiques, des Groupes Mobiles Conjoints sont créés à l'initiative de L’Équipe. Des représentants de diverses organisations de défense des droits de l'homme de différentes régions qui les composent mènent des enquêtes publiques sur les lieux pendant plusieurs mois,.
Les principes essentiels de l'enquête publique sont: le principe de la protection de l'intérêt public et le principe de l'orientation vers les mécanismes de défense nationaux plutôt qu'internationaux.
Le principe de la protection de l'intérêt public veut que l'organisation qui mène l'enquête ne représente que l'intérêt public. L'Équipe n'accepte aucune obligation d'aider la victime si celle-ci souhaite par la suite négocier avec les criminels présumés ou leurs représentants. En plus, si la victime modifie son témoignage en faveur des criminels présumés et que l’Équipe dispose de preuves convaincantes de torture à ce moment-là, l’Équipe se réserve le droit de poursuivre pénalement les criminels et la victime elle-même pour avoir sciemment donné de faux témoignages et dissimulé des actes criminels.
Le principe de l'orientation prédominante sur les mécanismes de protection nationale veut que les principaux efforts de l'enquête publique visent à forcer les mécanismes nationaux de protection des droits de l'homme à fonctionner efficacement et conformément à la loi. L'appel aux mécanismes internationaux est considéré comme le “dernier recours”, qui ne devrait être utilisé que si toutes les voies possibles pour obtenir justice dans le pays dans un délai raisonnable ont été épuisées.
L’Équipe travaille également à la réhabilitation des victimes de la torture. Les employés de L’Équipe orientent les victimes de la torture vers des spécialistes, lorsque cela n'est pas possible dans le cadre de la politique d'assurance médicale obligatoire, les aident à acheter des médicaments et à obtenir des places dans des centres de réadaptation. Parfois, il est nécessaire de recourir à l'évacuation forcée des victimes et de leurs familles, par exemple lorsqu'elles sont menacées, lorsqu'elles subissent des pressions ou lorsqu'il y a des tentatives de « négocier » une modification de témoignage dans une affaire de torture.
Ainsi, par exemple, en 2006, l'organisation a payé une cure dans un sanatorium pour l'artiste Vladimir Polyashov, qui a souffert des actes illégaux des policiers.

## Résultats obtenus
Depuis sa fondation en 2000 jusqu’au mars 2022, l’organisation a reçu plus de 3108 plaintes concernant la violation des droits de l’Homme, a obtenu l’indemnisation des victimes de la torture à hauteur de près 285 millions de roubles et la condamnation de plus de 159 représentants des forces de l’ordre. Elle a également constaté 281 actes de torture, a fait annuler 2438 décisions illégales et a gagné 75 procès devant la Cour européenne des droits de l’Homme (CEDH).

### Affaire Mikheev
Alexeï Mikheev se plaignait que lors de son arrestation, les officiers de militsia l’avaient soumis à la torture, le forçant à avouer un viol et un meurtre qu’il n’avait pas commis. Mikheev a sauté par la fenêtre du bâtiment de la militsia et s’est cassé la colonne vertébrale. Les preuves concernant cette affaire ont été recueillies par Igor Kaliapine et Maria Smorodina, collaborateurs du centre d'information et d'analyse de l’Association des droits de l’Homme de Nijni Novgorod, en coopération avec la Commission des droits de l’Homme de la région de Nijni Novgorod et son président de l’époque, Serguy Shimovolos. Les actions judiciaires en Russie se sont avérées inefficaces : au total, l’instruction de l’affaire Mikheev a duré sept ans, durant lesquels elle a été close plus de 20 fois et au moins 3 fois interrompue. Selon l’avis des défenseurs des droits de l’Homme, ce caractère épuisant de l’instruction, ainsi que la réouverture de l’enquête contre Mikheev avaient pour but de forcer ce dernier de renoncer à sa lutte. C’est ce qu’a fait d’ailleurs la deuxième victime, Ilya Frolov, qui a retiré son témoignage et a été embauché par le Ministère de l’Intérieur.
Le 26 janvier 2006, après l’examen sur le fond du dossier « Mikheev contre La Russie », la Cour européenne des droits de l’Homme a statué que « l’acte de cruauté a atteint dans ce cas le niveau de la torture selon la conception de l’article 3 de la Convention ». La Cour a aussi statué que l’article 13 de la Convention a été également violé, car « le plaignant s’est vu refuser une enquête suffisamment effective et, par conséquent, a été privé d’autres voies de recours dont il disposait, y compris le droit à une indemnisation ». Ainsi l’affaire Alexeï Mikheev est devenue la première affaire dans laquelle la CEDH a reconnu la responsabilité de la fédération de Russie pour l’usage de la torture.

### Zachistka de Blagovechtchensk
Les violences de masse à Blagovechtchensk, également connues sous le nom de « zachistka de Blagovechtchensk » (10 décembre – 14 décembre 2004) est une opération d'intimidation à Blagovechtchensk (République du Bachkortostan) et dans les localités voisines menée par le Département des Affaires intérieures du District de Blagovechtchensk et les policiers antiémeute (OMON) du Ministère des Affaires intérieures de la République du Bachkortostan. Au cours de cette opération, la police pénétrait de force dans les maisons et les bâtiments publics et procédait à des arrestations violentes. Il existe des preuves de la détention par la force de personnes qui ont dû rester dans des positions inconfortables pendant plusieurs heures, ce qui les a terriblement fait souffrir. Lorsqu'ils essayaient de changer de position, ils étaient sévèrement battus. Selon les rapports officiels, 341 personnes ont été maltraitées, tandis que selon les organisations non gouvernementales (ONG) plus de 1 000 personnes ont été détenues et 200 autres ont été battues sur place (sans être amenées au Département des Affaires intérieures du District de Blagoveshchensk). 
Les activistes du Comité contre la torture ont commencé à enquêter sur cette affaire juste après que la nouvelle était parvenue au grand public. Un Groupe mobile conjoint (GMC) a été envoyé pour mener une enquête publique complexe. Ce groupe ainsi que d'autres activistes ont réussi à recueillir des preuves de tous les crimes susmentionnés et ont engagé des poursuites pénales contre les auteurs tout en fournissant une aide juridique aux victimes.
Au cours du procès, certains employés du Département des Affaires intérieures du District de Blagoveshchensk ont été condamnés à des peines avec sursis de 3 à 5,5 ans. Seul Aidar Gilvanov a été condamné à trois ans de colonie de régime général. Certaines personnes responsables des crimes ont évité la punition,,,.

### Défense des droits de l’Homme dans le Caucase du Nord
En 2009, Natalia Estemirova, Zarema Sadoulaïeva et Alik Dzhabraïlov, qui enquêtait sur la violation des droits de l’Homme, ont été tués en Tchétchénie. 
De ce fait, les risques ont fortement augmenté pour les organisations de défense des droits de l’Homme travaillant dans la région, et cela a conduit à une baisse d’activité locale de Memorial.
C’est alors que le président du Comité Igor Kaliapine a proposé de créer le Joint Mobile Group (JMG, Groupe commun mobile) coordonné par le Comité. 
Le JMG travaillait en se relayant : plusieurs fois par mois trois personnes venaient dans la région de différentes filiales du Comité (de Moscou, Nijni Novgorod, Orenbourg, etc). La première équipe est partie pour Grozny le 30 novembre 2009. Les groupes mobiles œuvraient pour une instruction impartiale et objective des enlèvements, des tortures et des exécutions extrajudiciaires. L’affaire d’Islam Oumarpashaev, retrouvé et libéré le 2 avril 2010 après 3 mois de tortures à la base d’OMON de Tchétchénie, a été un des résultats du travail du JMG. Le groupe recevait des critiques et des pressions de la part des autorités tchétchènes, notamment de Ramzan Kadyrov, chef de la république. Ce dernier a publiquement accusé les membres de JMG de « détester le peuple tchétchène » et de « venir ici pour faire de l’argent ».
Les relations tendues entre le Comité et les autorités tchétchènes se sont davantage dégradées après l’attaque de Grozny par les combattants de l’organisation terroriste « l’Emirat du Caucase » le 4 décembre 2014. Selon les données officielles, 14 officiers de la militsia et deux civils ont perdu la vie ce jour-là, en plus de 11 terroristes. Kadyrov, ayant mené l’opération antiterroriste, a déclaré que « les familles des assaillants seront expulsées de la République tchétchène et leurs habitations seront démolies ».
Des maisons ont commencées à être incendiées, et le Comité a réagi en envoyant des requêtes au Comité d’enquête et au Bureau du Procureur général pour demander d’évaluer la conformité à la Constitution de la déclaration de Kadyrov. Igor Kaliapine a signalé que les proches des combattants « peuvent être l’objet d’une responsabilité pénale et encourir une peine bien méritée que si le tribunal rend un verdict de culpabilité, qui établit leur responsabilité et leur niveau de participation criminelle ».
Le chef de la république a accusé le Comité contre la torture d’apologie du terrorisme et Igor Kaliapine en personne d’être en lien avec les leaders des boïeviki. Une pression a commencé à être exercée sur le Comité via les réseaux sociaux et la télévision, et le délégué des droits de l’Homme de la République Tchétchène Nurdi Nukhajiev y prenait part.
Le 13 décembre, plusieurs milliers de personnes se sont rassemblées à Grozny pour une manifestation contre le terrorisme, organisée par différents acteurs publiques et des associations de défense des droits de l’Homme de la Tchétchénie.
Après la manifestation, les membres du JMG se sont vus poursuivis par des inconnus armés et dans la même soirée il y a eu un incendie au siège du Comité contre la torture.
Le 3 juin 2015, à 10 h du matin, une nouvelle attaque contre le siège a été perpétrée, et cette fois-ci il y a eu un meeting « des acteurs publics et des représentants de la société civile de la république » à côté des locaux du Comité. 
Parmi les manifestants, un groupe de jeunes gens est apparu, les visages recouverts de masques chirurgicaux. Ils se sont introduits dans les bureaux et les locaux privatifs du Comité et les ont saccagés, obligeant les collaborateurs présents sur place à s’enfuir.
Les assaillants ont aussi gravement endommagé le véhicule de l’organisation. Après l’incident, il a été décidé de transférer le siège de JMG en Ingouchie. Mais malgré tout, les collaborateurs du Comité contre la torture travaillant dans la région du Caucase du Nord ont continué à subir des pressions. Le 16 mars 2016 le chef du Comité Igor Kaliapine a été attaqué dans la capitale de la République tchétchène.
Le 6 octobre 2021 des officiers des forces de l’ordre sont venus au domicile des parents du responsable de la filiale du Comité dans le Caucase du Nord Magomed Alamov.
En décembre 2021, le juriste du Comité contre la torture Abubakar Yangulbaïev a déclaré que plus de 40 membres de sa famille ont été enlevés sur le territoire tchétchène. 
Le 20 janvier 2022 les siloviki tchétchènes ont arrêté Zarema Moussaïeva, la mère de Yangulbaïev, et l’ont conduite de force à Grozny.
Durant sa période d’activité dans la région, Le Comité a enquêté sur les plaintes concernant les actes de torture et a défendu les intérêts des plaignants auprès des autorités chargées des enquêtes, ainsi qu’auprès des tribunaux. Ci-dessous vous trouverez des informations détaillées les concernant.

#### Gassangousseïnov contre la Russie
Le 23 août 2016, près du village de la Ghoor-Khindakh, dans la province de Shamil, au Daghestan, lors d'une opération spéciale des forces de l’ordre, les deux frères Gassangousseïnov ont été tués par balle: Gassangousseïne, 19 ans, et Nabi, 17 ans. Ils travaillaient en tant que bergers.

#### Protection des droits de la famille Iritov
Le 31 octobre 2017, dans la République de Kabardino-Balkarie, lors de l'arrestation d’activiste local Aslan Iritov, les policiers l’ont attaqué lui et les membres de sa famille: Beslan, Marina et Angela Iritov. Aslan Iritov a été accusé d'avoir agressé un policier et tenté de l' étouffer. Pourtant, Aslan Iritov était gravement handicapé — il n'avait pas de mains.
Les enquêteurs ont à quatre reprises rendu une ordonnance de ne pas engager de poursuites pénales contre des policiers. Trois ordonnances ont été jugées illégales, notamment à la suite de nombreuses plaintes émanant de juristes du Comité. Le 8 décembre 2020, les avocats du Comité contre la torture ont envoyé une plainte à la Cour européenne des droits de l’homme, estimant que les autorités russes ont violé plusieurs articles de la Convention Européenne garantissant la liberté contre la torture et le droit à une enquête effective, ainsi que le droit au respect de la vie privée et familiale. Pour le moment, les travaux d'enquête publique se poursuivent.

#### Défense des droits d'Albert Khamkhoev
Le 14 novembre 2017, le célèbre athlète ingouche Albert Khamkhoev, habitant du village de Yandaré en République d'Ingouchie, a été arrêté, battu par la police et torturé.
Le 22 janvier 2018, Khamkhoev a été déclaré victime de blessures. 

## Interaction du Comité avec les autorités russes
L’un des principaux axes de travail du Comité contre la torture est l’interaction avec les autorités judiciaires russes. Il est très difficile d’obtenir l’ouverture d’une enquête à la suite d'un dépôt de plainte pour torture : en moyenne, les victimes reçoivent six refus avant qu’une instruction soit ouverte. Selon les données statistiques du Comité contre la torture, sans l’intervention des défenseurs des droits de l’Homme, moins de 10% d’enquêtes auraient été commencées.
Comme aucun article de loi n’interdit la torture, les fonctionnaires infligeant des mauvais traitements sont visés par les articles 302 (« Contrainte à témoigner ») et l’article 286 (« Abus d’autorité ») du Code pénal de la fédération de Russie. Mais l’article 286 du Code pénal russe inclut beaucoup de crimes et il est impossible de les séparer les uns des autres, ce qui veut dire qu’il n’y a pas de statistiques concernant les tortures. L’État ne peut donc pas évaluer l’ampleur du problème.
La coopération avec le pouvoir exécutif était du ressort de l’ancien président du Comité Igor Kaliapine. En tant que membre du Conseil présidentiel russe pour les droits humains et la société civile, il a fait les propositions suivantes : augmenter le nombre des défenseurs des droits de l’Homme dans les commissions publiques de surveillance, introduire une incrimination spécifique concernant « la torture » dans le Code pénal russe, confier les affaires des tortures à une structure spécialisée au sein du Comité d’enquête de la fédération de Russie.

## Partenaires et ressources financiers
Initialement, le Comité était financé par les fonds propres d’Igor Kaliapine, fondateur de l'organisation. Les avocats qui ont travaillé sur le cas d'Alexei Mikheev l'ont fait sur la base du volontariat. L'organisation a bénéficié du soutien de la Commission européenne des droits de l'homme et de la Fondation Soros. 
En 2013, le Comité a reçu pour la première fois une subvention présidentielle afin de financer les activités institutionnelles de l'organisation : rémunération des avocats,  frais d'expertise, frais de déplacement, frais médicaux des plaignants, réhabilitation des victimes et autres frais de la défense.
Avant d'être reconnu « agent étranger », le Comité a reçu des fonds distribués par la Chambre civique de la fédération de Russie (cela n'a pas dépassé 2 % du financement total).
En 2015, le Comité contre la torture a été inscrit au registre des organisations à but non lucratif exerçant les fonctions d'agent étranger conformément à la décision du Département du ministère de la justice des régions d'Orenbourg et de Nijni Novgorod.
Pour le Ministère de la Justice, le fait que la majorité des membres du comité étaient payés par une autre organisation, le Bureau des enquêtes publiques, était la preuve du financement etranger. 
Depuis 2019, l'organisation ne reçoit plus de financement. Le Comité est un organisme public non enregistré qui n'a ni immatriculation ni compte bancaire.

## Reconnaissance
Les actions du Comité sous la direction d’Igor Kaliapine ont été à maintes reprises honorées par la communauté internationale. En 2011, Kaliapine a été récompensé par l'Assemblée parlementaire du Conseil de l'Europe. La même année, le projet « Groupe mobile mixte », une initiative lancée par le Comité, a été récompensé par Front Line Defenders, une organisation irlandaise. Ce même projet a obtenu le prix Martin Ennals en 2013. En 2018, Igor Kaliapine est devenu lauréat du prix Gaïdar dans la catégorie « Pour les actions favorisant l'instauration de la société civile ». L’Agence des informations sociales souligne que « les tortures de la part de policiers reste un grave problème en Russie » en reconnaissant que le Comité est l’une des organisations qui lutte pour la justice. Comme disait Tatiana Lokchina, directrice des programmes Europe et Asie centrale de Human Rights Watch:
« Kaliapine et ses employés sont presque les seuls qui osent exercer leurs activités de défense des droits de l'homme en Tchétchénie malgré des menaces vicieuses et des actes de banditisme. » 